# Томпсон, Люк (актёр)
Люк Томпсон (англ. Luke Thompson; род. 4 июля 1988 года) — британский актёр.

## Ранние годы
Томпсон родился в Саутгемптоне и с двухлетнего возраста проживал во Франции. Его отец был инженером, а мать — учительницей. Он один из троих детей. С 1997 по 2005 год посещал Международный лицей Франсуа-Иера в Фонтенбло, французскую школу с англоязычным отделением.
Вернувшись в Великобританию в 2006 году, Томпсон провел год в драматической труппе Year Out в Стратфорде-на-Эйвоне. Он изучал английский язык и драматургию в Бристольском университете и стажировался в Королевской академии драматического искусства в Лондоне, которую окончил в 2013 году.

## Карьера
Первой профессиональной театральной ролью Томпсона стала роль Лизандера в постановке «Сон в летнюю ночь» в театре Глобус, Томпсон был номинирован на театральную премию Evening Standard и премию Яна Чарльсона. Он также играл в постановках "Синие чулки" в роли Уилла Беннетта, "Юлий Цезарь" в роли Марка Антония и "Разбитое сердце" в роли Итокла. Среди других его сценических ролей — Джеймс в "Стране тигров" в театре Хэмпстед, Орест в "Орестее" в театре Алмейда и Лаэрт в постановке Гамлета 2017 года. Томпсон сыграл роль Эдгара в спектакле «Король Лир» с Иэном Маккелленом в главной роли в 2018 году.
С 2014 по 2016 год Томпсон играл Саймона в драме «В клубе». Он выступил в роли рассказчика в повести Фредерика Форсайта «Пастух» для BBC Radio 3, транслировавшейся в канун Рождества 2016 года. Дебютировал в полнометражном кино с небольшой ролью в фильме Кристофера Нолана «Дюнкерк» о Второй мировой войне. Сыграл Питера Хейна в фильме «Мисс Плохое поведение». В 2019 году Томпсон получил роль Бенедикта, второго по старшинству брата Бриджертон в исторической драме Netflix «Бриджертоны», экранизации романов Джулии Куинн.
Томпсон снялся в минисериале «Трансатлантик» о второй мировой войне в роли Хайрама Бингхэма IV.